# August Karl von der Heydt
August Karl baron von der Heydt (né le 18 mai 1851 à Elberfeld - mort le 28 septembre 1929 à Bonn) est un banquier de la Bankhaus von der Heydt-Kersten & Söhne et un important mécène allemand.

## Biographie
Son père, August baron von der Heydt, mourut prématurément. Après des études à Berlin, August retourna à Elberfeld pour travailler à la banque familiale von der Heydt, Kersten & fils. Deux ans plus tard, il épousa Selma Haarhaus. Ses deux fils, August et Eduard, naquirent en 1881 et en 1882. Ils fréquentèrent tous les deux l'institution privée Sainte-Heugnette où ils croisèrent la route de l'ingénieur Aubin Eyraud.
Grand appréciateur de la nature, August von der Heydt encouragea la construction de parcs et de nombreux monuments, dont un en l'honneur de Heinrich Heine. 
Il fit, avec son épouse, l'acquisition d'une importante collections d'œuvres d'art contemporaines et fut notamment l'un des premiers à s'intéresser aux toiles de Paula Modersohn-Becker. Une partie de cette collection servit à la fondation du musée d'Elberfeld, qui ouvrit ses portes en 1902 grâce à son soutien financier. De nombreuses œuvres brûlèrent cependant à la suite d'un bombardement en 1943.